# Choắt ngực đốm
Calidris melanotos là một loài chim trong họ Scolopacidae.

## Hình ảnh

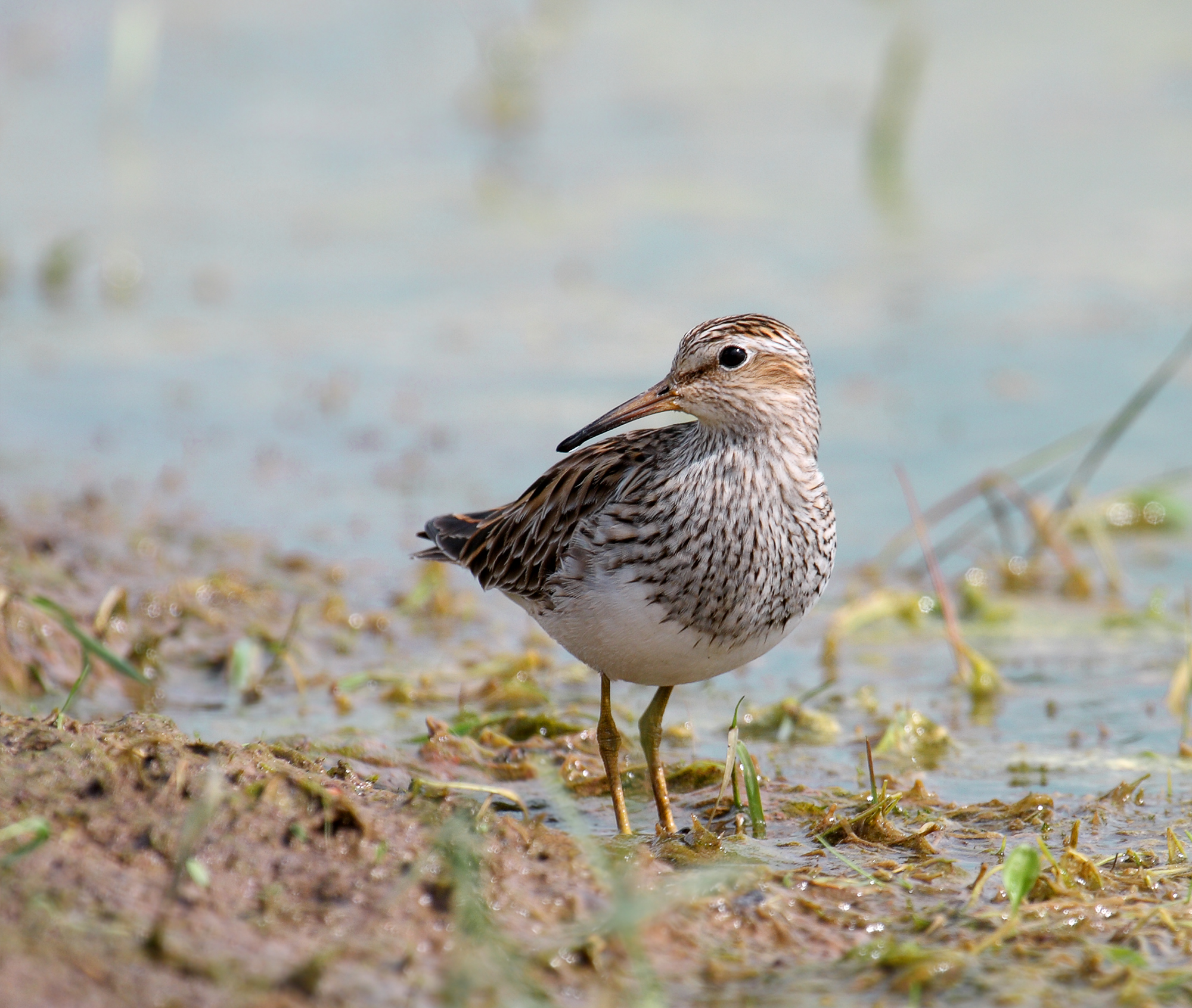
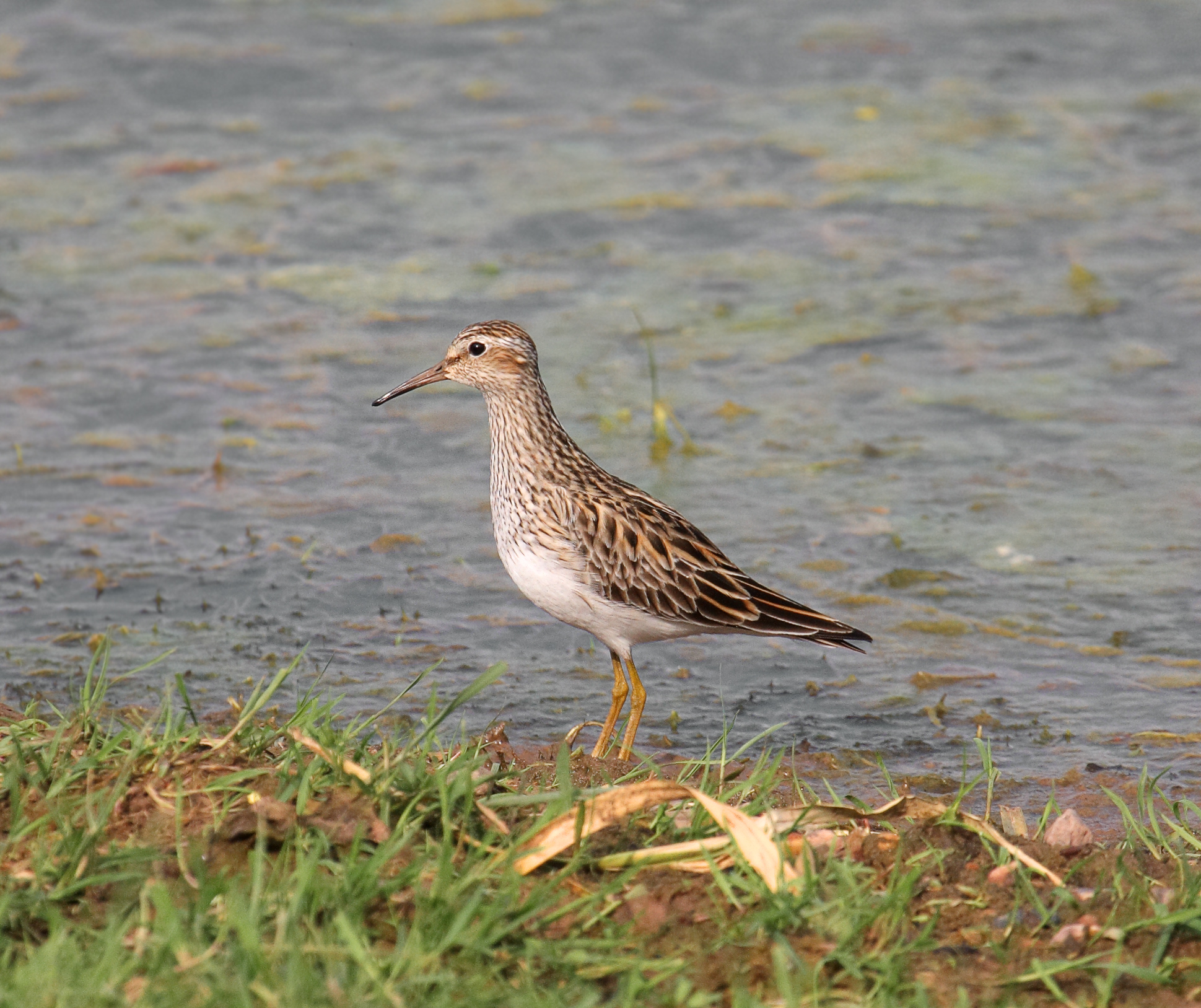
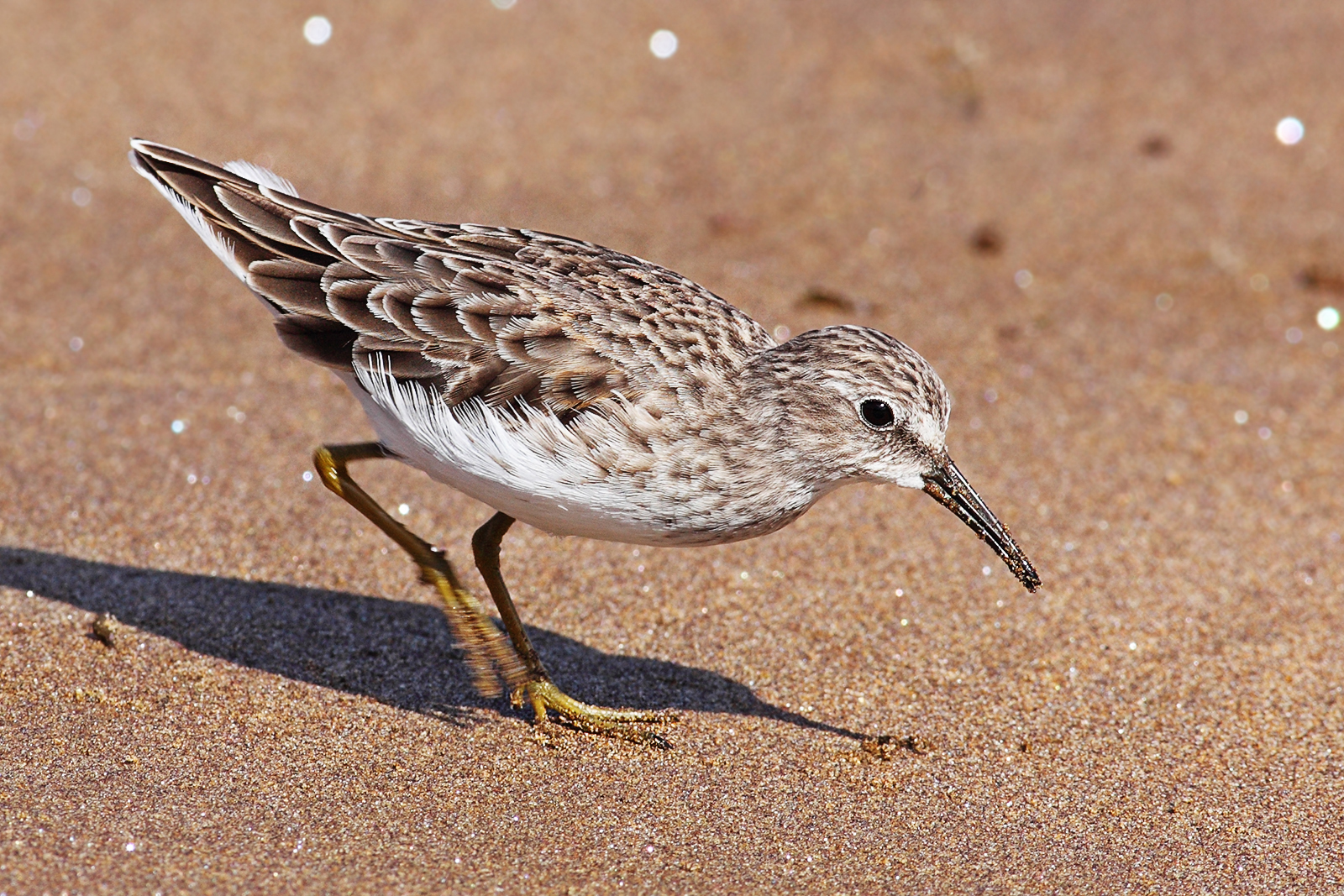